# Discografia de Spica
Esta é a discografia de Spica, grupo feminino sul-coreano formado pela gravadora B2M Entertainment em 2012. Consiste em dois extended plays e onze singles.

## Extended plays
| Título           | Detalhes do álbum                                                                                                 | Melhor posição nas paradas | Vendas        |
| Título           | Detalhes do álbum                                                                                                 | KOR                        | Vendas        |
| ---------------- | --- | -------------------------- | ------------- |
| Russian Roulette | - Lançamento: 8 de fevereiro de 2012 - Gravadora: B2M Entertainment - Formatos: CD, digital download              | 46                         | - KOR: 2,326+ |
| Russian Roulette | - Re-lançamento: 29 de março de 2012 (Painkiller) - Gravadora: B2M Entertainment - Formatos: CD, digital download | 12                         | - KOR: 2,284+ |
| Lonely           | - Lançamento: 21 de novembro de 2012 - Gravadora: B2M Entertainment - Formatos: CD, digital download              | 8                          | - KOR: 2,113+ |

## Singles
| Título                                                                                     | Ano                    | Melhor posição nas paradas | Melhor posição nas paradas | Vendas DL (downloads digitais) | Álbum                  |
| Título                                                                                     | Ano                    | KOR                        | Billboard K-Pop            | Vendas DL (downloads digitais) | Álbum                  |
| Lançamentos em coreano                                                                     | Lançamentos em coreano | Lançamentos em coreano     | Lançamentos em coreano     | Lançamentos em coreano         | Lançamentos em coreano |
| ------------------------------------------------------------------------------------------ | ---------------------- | -------------------------- | -------------------------- | ------------------------------ | ---------------------- |
| "Doggedly"                                                                                 | 2012                   | 50                         | 57                         | - KOR: 158,545+                | Russian Roulette       |
| "Russian Roulette"                                                                         | 2012                   | 36                         | 39                         | - KOR: 579,298+                | Russian Roulette       |
| "Painkiller"                                                                               | 2012                   | 60                         | 65                         | - KOR: 120,494+                | Painkiller             |
| "I'll Be There"                                                                            | 2012                   | 45                         | 42                         | - KOR: 308,512+                | Lançamento sem álbum   |
| "Lonely"                                                                                   | 2012                   | 38                         | 50                         | - KOR: 205,268+                | Lonely                 |
| "Tonight"                                                                                  | 2013                   | 10                         | 9                          | - KOR: 408,040+                | Lançamento sem álbum   |
| "You Don’t Love Me"                                                                        | 2014                   | 16                         | 19                         | - KOR: 340,256+                | Lançamento sem álbum   |
| "Give Your Love" (Subgroup: Spica.S)                                                       | 2014                   | 92                         | —                          | - KOR: 46,055+                 | Lançamento sem álbum   |
| "Ghost"                                                                                    | 2014                   | 59                         | —                          | - KOR: 33,391+                 | Lançamento sem álbum   |
| "Secret Time"                                                                              | 2016                   | 117                        | —                          | - KOR: 15,349+                 | Lançamento sem álbum   |
| Lançamentos em inglês                                                                      |                        |                            |                            |                                |                        |
| "I Did It"                                                                                 | 2014                   | —                          | —                          |                                | Lançamento sem álbum   |
| "—" indica lançamentos que não apresentaram gráficos ou não foram divulgados nessa região. |                        |                            |                            |                                |                        |

### Aparição em trilhas sonoras
| Título            | Ano  | Outros artistas | Álbum                           |
| ----------------- | ---- | --------------- | ------------------------------- |
| "Your Dance"      | 2013 | Space Cowboy    | Mnet's Dancing 9 OST            |
| "A Witch's Diary" | 2014 | —               | A Witch's Love OST Part 1       |
| "Because of You"  | 2015 | —               | tvN Super Daddy Yeol OST Part 2 |

## Videoclipes
| Título                     | Ano            | Diretor(es)             | Referências         |                |
| Língua coreana             | Língua coreana | Língua coreana          | Língua coreana      | Língua coreana |
| -------------------------- | -------------- | ----------------------- | ------------------- | -------------- |
| "Doggedly"                 | 2012           | Kim Chol                | [ 7 ]               |                |
| "Russian Roulette"         | 2012           | Chul K                  | [ 8 ]               |                |
| "Painkiller"               | 2012           | Eun You Kim             | [ 9 ] [ 10 ] [ 11 ] |                |
| "I'll Be There"            | 2012           | Eun You Kim             |                     |                |
| "Lonely"                   | 2012           | Eun You Kim             |                     |                |
| "Tonight"                  | 2013           | Lumpens                 | [ 12 ] [ 13 ]       |                |
| "You Don’t Love Me"        | 2014           | Lee Won-joo (Lumpens)   | [ 14 ]              |                |
| "Give Your Love" (Spica.S) | 2014           | Kim Seoun-guk (Lumpens) | [ 15 ]              |                |
| "Ghost"                    | 2014           | Lee Sa-gang             | [ 16 ]              |                |
| "Secret Time"              | 2016           | Go Yoo-jeong (Lumpens)  | [ 17 ]              |                |
| Inglês                     |                |                         |                     |                |
| "I Did It"                 | 2014           | Michael Laburt          | [ 18 ]              |                |